# Wax Trax! Records
Wax Trax! Records est un label discographique indépendant américain, actif entre 1978 et 1992. Wax Trax! était initialement une petite boutique localisée à Denver, et dirigée par Jim Nash et Dannie Flesher. Les deux vendent leur boutique en 1978 et, en novembre cette même année, en ouvrent une nouvelle au 2449 North Lincoln Avenue de Chicago, dans l'Illinois à proximité du Lincoln Park. Cette boutique devient la scène centrale des musiques new wave, punk rock et industrielles de Chicago. 
Selon Richard Giraldi, du Chicago Sun-Times, « aussi important que Chess Records ne l'était pour le blues et la soul, le nom de Wax Trax de Chicago l'est pour les genres punk rock, new wave et industrielles. »

## Histoire

### Origines
La boutique devient label et vend des éditions limitées telles que Wimoweh/Deadly Seven Finns de Brian Eno. Le premier enregistrement de Wax Trax! s'intitule Immediate Action de Strike Under (en) distribué en 1980 suivi de Born to be Cheap de Divine.

### Faillite et rachat
À la suite d'une grave crise financière, Wax Trax! est racheté par TVT Records de New York en 1992, Nash et Flesher gardant le contrôle créatif sur le label. TVT continue d'utiliser le nom de Wax Trax! pendant des années, même après le décès de Nash à la suite de complications de santé liées au SIDA le 10 octobre 1995,,. En 1994, TVT commercialise Black Box - Wax Trax! Records: The First 13 Years au label Wax Trax!. Il s'agit d'une compilation de 3 CD recensant les meilleurs titres à succès du label. Cependant, à la suite de la crise financière qui touche le label, aucune musique de Front 242 n'est placée dans l'album, idem pour la chanson Headhunter à cette période le plus gros succès du label.

## Groupes et artistes
Parmi les artistes notables de Wax Trax! peuvent être nommé Minimal Compact (Next One is Real), Front 242, KMFDM, PIG, Underworld, Meat Beat Manifesto, Front Line Assembly, The Young Gods, Sister Machine Gun, My Life with the Thrill Kill Kult, Coil, Chris and Cosey, In the Nursery, Controlled Bleeding, The KLF, Braindead Soundmachine, Cubanate et Laibach. Le label s'occupe également d'autres projets de groupe comme Al Jourgensen et Paul Barker de Ministry, dont Revolting Cocks, Acid Horse (en collaboration avec Cabaret Voltaire), Pailhead (en collaboration avec Ian MacKaye de Minor Threat et Eric Spicer de Naked Raygun), PTP (acronyme pour Programming the Psychodrill), Lead Into Gold (pseudonyme de Barker), et 1000 Homo DJs.